# Meyrieu-les-Étangs
Meyrieu-les-Étangs è un comune francese di 884 abitanti situato nel dipartimento dell'Isère della regione dell'Alvernia-Rodano-Alpi.

## Società

### Evoluzione demografica
Abitanti censiti

## Amministrazione

### Gemellaggi
- Piringsdorf, dal 1995